# 토드 로즈
토드 로즈(Larry Todd Rose, 1974년 11월 28일 ~ )은 미국 하버드 대학교 교육대학원 교수이며, 발달심리학 전문가이다.

## 저서
- 《나는 사고뭉치였습니다(Square Peg)》, 문학동네, 2014년.
- 《평균의 종말(The end of average)》, 21세기북스, 2018년.
- 《다크호스(Dark Horse)》, 21세기북스, 2019년, 토드 로즈, 오기 오가스 공저.